# Angraecum striatum
Angraecum striatum ist eine epiphytische Orchideenart aus der Gattung Angraecum innerhalb der Familie der Orchideen (Orchidaceae), die auf Réunion endemisch ist.

## Beschreibung
Angraecum striatum hat einen aufrechten, dicht beblätterten Stängel, der eine Wuchshöhe von 30 cm erreicht. An der Stängelbasis sind dicke gräuliche Wurzeln mit einem Durchmesser von 5 bis 7 mm. Die dunkelgrünen, starren, zungenförmigen Blätter sind 10 bis 25 cm lang und 4 bis 5 cm breit. An der Spitze sind sie ungleichmäßig zweilappig. Die Blattnervatur ist ausgeprägt. Die Blätter wachsen in zwei Reihen und überlappen am Stängel.
Der aufrechte Blütenstand bildet eine einseitige Traube. Er ist etwas kürzer oder genau so lang wie die Blätter und trägt mehrere weit auseinander liegende Blüten. Die auffälligen Hochblätter sind kürzer als der Fruchtknoten.
Es gibt fünf bis sieben fleischige weiße Blüten, die einen Durchmesser von 1 bis 1,5 cm aufweisen. Die zugespitzten lanzettlichen Kelchblätter sind an der Basis etwas breiter als die Kronblätter. Die fleischige Lippe ist gewölbt. Der kegelförmige Sporn ist 1 cm lang. Die Griffelsäule ist grün.
Die Blütezeit ist im Juni, Juli, August und Oktober.

## Lebensraum
Angraecum striatum kommt in den Hochlandwäldern Réunions in Höhenlagen zwischen 1000 und 1500 m vor.

## Bestäubung
Der Bestäuber dieser Orchideenart war lange Zeit unbekannt, da auf Réunion nur wenige blütenbestäubende Insekten vorkommen. In einer Langzeitstudie fanden die beiden Biologen Claire Micheneau und Thierry Pailler von der Universität La Réunion im Jahre 2005 heraus, dass der Maskarenen-Brillenvogel (Zosterops borbonicus) mit seinem langen konischen Schnabel den Nektar trinkt und somit als Bestäuber fungiert.

## Taxonomie
Angraecum striatum wurde 1822 von Louis Marie Aubert du Petit-Thouars in Histoire particulière des plantes orchidées recueillies sur les trois îles australes d'Afrique, de France, de Bourbon et de Madagascar Tafel 72 erstbeschrieben.